# Ptolemaios XIV
Ptolemaios XIV född 60 f.Kr. eller 59 f.Kr.– död 44 f.Kr., varen Egyptens kung 47–44 f.Kr. som samregent med sin syster Kleopatra VII.
Han var son till Ptolemaios XII.
Sedan hans bror Ptolemaios XIII år 47 f.Kr. stupat i stridigheter med deras syster Kleopatra, som segrade med Caesars stöd, blev Ptolemaios XIV upphöjd till monark (och förmodligen make) och medregent vid Kleopatras sida av respekt för egyptisk tradition. Han var då bara tolv år gammal och hans ställning var rent ceremoniell. Han förekom inte ens vid Kleopatras sida på de mynt som präglades under denna tid. 
Ptolemaios XIV följde med Kleopatra till Rom för att närvara vid Caesars triumftåg år 46 f.Kr. Han var fortfarande vid liv vid Caesars död år 44 f.Kr., men avled strax därpå vid femton års ålder. Det har förmodats att han blev förgiftad av sin syster Kleopatra av politiska skäl, då hon önskade få sin son med Caesar utnämnd till både sin och Caesars efterträdare.
Ptolemaios XIV blev också efterträdd av sin systerson Caesarion (Ptolemaios XV), Kleopatras son med Julius Caesar.